# Ruth B. Drown
Ruth Beymer Drown (* 1892 in Greeley (Colorado), USA; † 1965) war eine bedeutende Vertreterin in der Entwicklung der klassischen Radionik, einem alternativmedizinischen Verfahren, das unter dem Begriff der instrumentengestützten Fern- bzw. Geistheilung gefasst werden kann.

## Lebenslauf
Ruth Beymer Drown wurde als drittes Kind von Annette und Morton Chase geboren. Ihr Vater war Fotograf von Beruf. Sie heiratete mit 19 Jahren und bekam einen Sohn und eine Tochter. Nach der baldigen Trennung von ihrem Mann zog sie nach Los Angeles um und kaufte eine Tankstelle, die sie alleine führte. Nach einigen Jahren wechselte sie in die Southern California Edison Company und stieg dort aufgrund ihrer technischen Begabung schnell zur Abteilungsleiterin auf.
Durch einen Vortrag zur Radio-Therapie nach Albert Abrams (Radionik) angeregt, gab sie ihre Arbeit bei der Edison Company auf und wurde von Frederick Finch Strong eingestellt. Dort begann sie nach der Methode von Abrams zu arbeiten. Sie wechselte danach zu Thomas MacAllister, der sie mit Büchern und medizinischem Wissen unterstützte. Ein einjähriges Studium in Kirkville über Histologie und Physiologie folgte. Aufgrund einer Erkrankung ihrer Mutter musste Ruth Drown nach Los Angeles zurückkehren. Dort besuchte sie ein chiropraktisches Kolleg, absolvierte ihren Abschluss in 1926 und wurde 1927 zum Führen einer chiropraktischen Praxis lizenziert.
1929 entwickelte Ruth Drown ein erstes eigenes Radionik-Gerät und 1937 die Radio-Vision-Kamera. Ruth Drown redigierte und veröffentlichte das „Journal der Drown Radio Therapie“ und das Magazin „The Philosopher's Stone“. Ruth Drown war ebenfalls als spirituelle Lehrerin und Buchautorin tätig.
Bei einer von Drown-Unterstützern angeregten Doppelblindstudie an der University of Chicago gelang es Ruth Drown nicht, korrekte Diagnosen zu stellen, so dass ihre Methode in Verruf geriet. 1951 wurde sie wegen unerlaubtem Versand von falsch deklarierten Geräten über die Staatsgrenzen angeklagt und zu einer Strafe von 1000 US$ verurteilt. Daraufhin stellte sie den Versand ihrer Homo-Vibra-Ray-Geräte ein, praktizierte jedoch weiter.
1963 wurde sie unter der Anklage der Kurpfuscherei und unter starker Medienaufmerksamkeit verhaftet und in Kalifornien vor Gericht gestellt. Es folgte ein Rechtsstreit, vor dessen Ende sie im Jahre 1965 an einem Schlaganfall verstarb.

## Drown-Radio-Therapie
In der Vorstellung von Ruth Drown können gesunde und kranke Organe sowie Krankheiten und psychische Zustände anhand von „Schwingungswerten“ erkannt werden, die vom Erkrankten selbst ausgehen sollen. Ruth Drown setzte dazu von ihr selbst entwickelte Geräte ein, die mit verstellbaren Wahlschaltern (Potentiometern) und mit einer Reibeplatte als Detektor ausgestattet waren. Anhand eines sogenannten „Zeugen“, meist einem Blutstropfen oder einem Haar des Patienten, wurde durch spezifische Einstellungen der Wählschalter und vermittels der Reibeplatte die Art und Schwere einer Erkrankung ermittelt. Das Gerät konnte ebenfalls über entsprechende Einstellungen der Wahlschalter, auch Raten genannt, eine geeignete Behandlung durchführen.
In den ursprünglichen Geräten von Ruth Drown wurde der Patient direkt über Hand- und Fußelektroden an das Gerät angeschlossen. Dabei waren die Handelektroden aus Zinn und die Fußelektroden aus Neusilber gefertigt, was zu einem leichten Stromfluss durch den Patienten geführt haben könnte. Später verwendete Ruth Drown auch Geräte zur reinen Fernheilung, bei denen der Patient nicht mehr anwesend und mit dem Gerät körperlich nicht mehr verbunden sein musste. Die Drown-Radio-Therapie wurde auch unter dem Namen Homo-Vibra-Behandlung bekannt.

## Die Radio-Vision-Kamera
Ruth Drown entwickelte eine Radio Vision genannte Kamera, in der es möglich gewesen sein soll Aufnahmen von lebendem Gewebe innerhalb eines Patienten herzustellen. Dazu wurde entweder der Patient mit dem Gerät über eine Elektrode in Kontakt gebracht oder aber eine z. B. Blutprobe des Patienten in das Gerät eingegeben. Die lichtempfindliche Schicht wurde jedoch nicht wie bei der Fotografie belichtet. Die Radio-Vision-Kamera soll nur bei speziell trainiertem bzw. besonders begabtem Personal entsprechendes Bildmaterial geliefert haben. Das Gerät selbst wurde 1939 unter der Patentnummer GB515866, Method of and means for obtaining photographic images of living and other objects patentiert.

## Weitere Geräte
Ruth Drown entwickelte weitere, auf spezielle medizinische Anwendungen abgestimmte Geräte über deren Aufbau jedoch nur wenig bekannt ist. Genannt werden ein Lang- und Kurzwellengerät zur Behandlung von Knochenbrüchen und der endokrinen Drüsen, ein Blutungskontrollgerät sowie ein Gerät auf Basis von magnetischen Feldern. Neben den Behandlungsgeräten entwickelte Ruth Drown ebenfalls eine automatische Diagnoseeinheit für ihre Homo-Vibra-Geräte.

## Fortführung der Arbeiten von Ruth Drown
Nach dem Prozess gegen Ruth Drown und ihrem Tod blieb die Radionik in den USA in der Folgezeit für die Anwendung am Menschen weitgehend verboten. Die weitere Entwicklung in den USA konzentrierte sich daher auf den Agrarsektor (UCKACO, Thomas Galen Hieronymus). Die von Ruth Drown verwendete Gerätetechnologie und Vorstellungswelt wurde in Großbritannien von George de la Warr aufgenommen, der mit dem Nachbau der Drown-Geräte begann und diese in der weiteren Folge weiterentwickelte.